# Bulbophyllum helenae
Bulbophyllum helenae es una especie de orquídea epifita originaria de Asia.  

## Descripción
Es una orquídea de pequeño tamaño, de crecimiento cálido con hábitos de epífita o litofita con  3 a 6 cm de distancia entre cada largo pseudobulbo ovoide que lleva una sola hoja, apical, erecta, coriácea, oblonga, estrechándose abajo en la base peciolada. Florece en el verano en una inflorescencia basal de 5 a 7,5 cm de largo con brácteas imbricadas, como fundas tubulares y estrechamente lanceoladas , y llevando 5-9 flores malolientes. Esta orquídea requiere sombra, condiciones muy húmedas y agua regular y todo el año con fertilizantes.

## Distribución y hábitat
Se encuentra en el Himalaya occidental, Nepal, Sikkim, Myanmar y Tailandia en los bosques montanos en elevaciones de 800 a 2.700 metros. 

## Taxonomía
Bulbophyllum helenae fue descrita por (Kuntze) J.J.Sm.  y publicado en Bulletin du Jardin Botanique de Buitenzorg, sér. 2, 8: 24. 1912.
Etimología
Bulbophyllum: nombre genérico que se refiere a la forma de las hojas que es bulbosa.
helenae: epíteto que significa "Bulbophyllum de Helen".
Sinonimia
- Cirrhopetalum cornutum Lindl.
- Phyllorchis helenae Kuntze
- Phyllorkis cornuta (Lindl.) Kuntze
- Phyllorkis helenae Kuntze
- Rhytionanthos cornutum (Lindl.) Garay, Hamer & Siegerist[3][4]